# Ásgeir Örn Hallgrímsson
Asgeir Örn Hallgrimsson (født 17. februar 1984) er en islandsk håndboldspiller, der resten spiller for Faaborg HK 2009/10-sæsonen ud, hvorefter han skifter til den tyske Bundesligaklub TSV Hannover-Burgdorf. Han har tidligere spillet for GOG Svendborg i Håndboldligaen og for Bundesliga-klubben TBV Lemgo.
Hallgrimsson spiller desuden på det islandske landshold.